# رودريغو ريفيرا سالازار
رودريغو ريفيرا سالازار (بالإسبانية: Rodrigo Rivera Salazar)‏ هو دبلوماسي ومحامي وصحفي وسياسي كولومبي، ولد في 20 أبريل 1963 في بيريرا في كولومبيا. حزبياً، نشط في الحزب الليبرالي الكولومبي. وقد انتخب وزير الدفاع ‏ وانتخب عضو مجلس النواب الكولومبي.